# Championnat international d'escrime 1925
Navigation
Édition précédente Édition suivante
La quatrième édition du Championnat international d'escrime de 1925 s'est déroulé à Ostende, en Belgique.

## Résultats
| Épreuves                              | Or          | Argent        | Bronze            |
| ------------------------------------- | ----------- | ------------- | ----------------- |
| Sabre                                 |             |               |                   |
| Hommes individuel résultats détaillés | János Garay | Jenő Uhlyárik | Attila Petschauer |

## Tableau des médailles
| Rang  | Nation  | Or | Argent | Bronze | Total |
| ----- | ------- | -- | ------ | ------ | ----- |
| 1     | Hongrie | 1  | 1      | 1      | 3     |
| TOTAL | TOTAL   | 1  | 1      | 1      | 3     |